# Triebstraße
Die Triebstraße ist in ihrem Ostteil eine Ein- und Ausfallstraße und im Westteil eine Innerortsstraße im Stadtbezirk Moosach (Nr. 10) von München. Sie verbindet den sogenannten Äußeren Ring (Tangente 5 Nord) mit Frankfurter Ring und Moosacher Straße über die Dachauer Straße mit dem Autobahnring München (Bundesautobahn 99, Anschlussstelle München-Ludwigsfeld).

## Verlauf
Die Straße (bis zum Abzweig der Max-Born-Straße zugleich Teil der Bundesstraße 304) verlängert im Osten die Moosacher Straße und schließt an die von Süden kommende Landshuter Allee an. Die Straßennummerierung erfolgt entgegen dem hier beschriebenen Verlauf. Nördlich liegt eine Grünanlage, die zum Park am Oberwiesenfeld gehört und auf dem Trassenkreuz der ehemaligen Landshuter Bahn mit der Eisenbahn-Nordtangente liegt, die 1892 aufgegeben wurde und ab 1972 für einige Jahre als Zufahrt zum Bahnhof München Olympiastadion wiederbelebt wurde. Die Triebstraße unterquert zwei erhaltene Brücken dieser Trasse. Auf der Südseite folgt ein Hotel (Nr. 50). An der nach Süden abzweigenden Dieselstraße liegt die Grundschule an der Dieselstraße. Die getrennten Richtungsfahrbahnen der Triebstraße kreuzen die Achse der Hanauer Straße (nach Süden) und der Lassallestraße (nach Norden), die ebenfalls mit getrennten Richtungsfahrbahnen ausgebaut sind. Auf der Höhe von Hausnr. 18 trennt sich die Triebstraße von der Bundesstraße 304, die als Max-Born-Straße mit getrennten Richtungsfahrbahnen zunächst nach Norden und dann südlich am Rangierbahnhofs München entlang zur Dachauer Straße führt. Die Triebstraße setzt sich als Wohn- und Gewerbestraße nach Westen fort, lässt die Ehrenbreitsteiner Straße nach Süden abzweigen und führt zur kreuzenden Bingener Straße, die wiederum nach Südosten zur Pelkovenstraße und damit in das Zentrum von Moosach leitet. Westlich der Bingener Straße ist sie als Fußweg bis zur Feldmochinger Straße weitergeführt. Jenseits dieser bildet die Torgauer Straße ihre Fortsetzung.

## Geschichte und Namensgeber
Die Straßenbenennung erfolgte 1913 nach dem Verlauf der Straße zu den Gemeindeweiden in Moosach; Trieb oder Trift bezeichnete einen Weg, auf dem man das Vieh austrieb. Westlich der Bingener Straße war ein Verlauf weiter nördlich bis zur Bahnstrecke nach Landshut/Regensburg mit Übergang in die Haylerstraße, die zur Dachauer Straße führt, vorgesehen, der aber nicht verwirklicht wurde.
An der Triebstraße bestand in den 1950er Jahren ein (neben zwei weiteren in der Stadt) sogenanntes Landfahrerlager für nichtsesshafte Personen. An der Ecke Bingener und Triebstraße befand sich in den Jahren bis 1945 ein sogen. Arbeitserziehungslager, in dem der achtzehnjährige niederländische Zwangsarbeiter Dirk Koedoot misshandelt wurde und anschließend an den Misshandlungen starb (Gedenkstele)-

## Öffentlicher Verkehr
Bushaltestelle Ehrenbreitsteiner Straße (Stadtbuslinie 163).

## Bebauung
An der Triebstraße stehen keine denkmalgeschützten Gebäude.

## Erinnerungszeichen

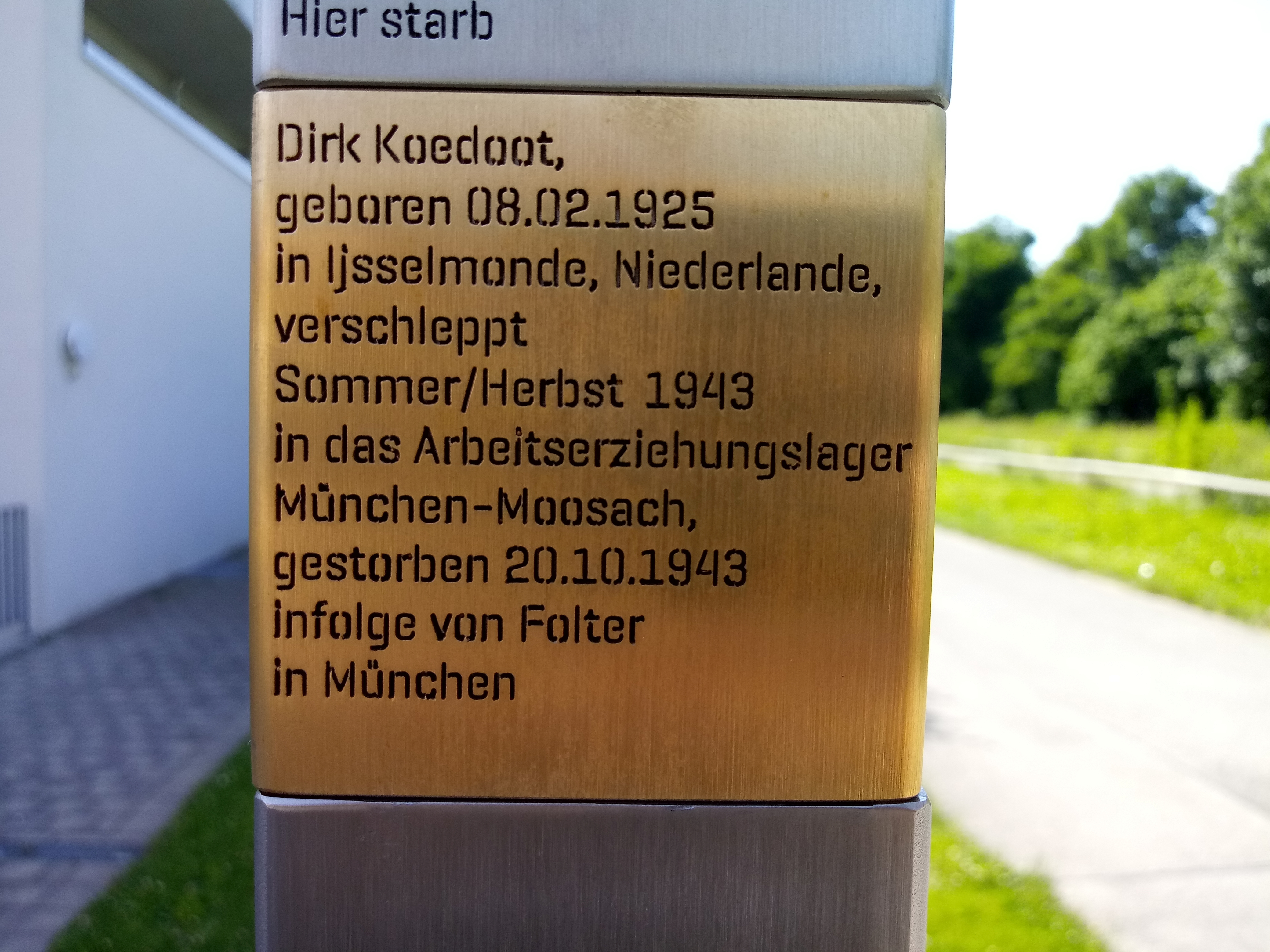
Erinnerungszeichen an Dirk Koedoot

- Erinnerungszeichen an Dirk Koedoot (1925–1943), Ecke Bingener Straße.